# Synopeas flavipes
Synopeas flavipes är en stekelart som beskrevs av William Harris Ashmead 1896. Synopeas flavipes ingår i släktet Synopeas och familjen gallmyggesteklar. Inga underarter finns listade i Catalogue of Life.